# Fausto Appetente Die

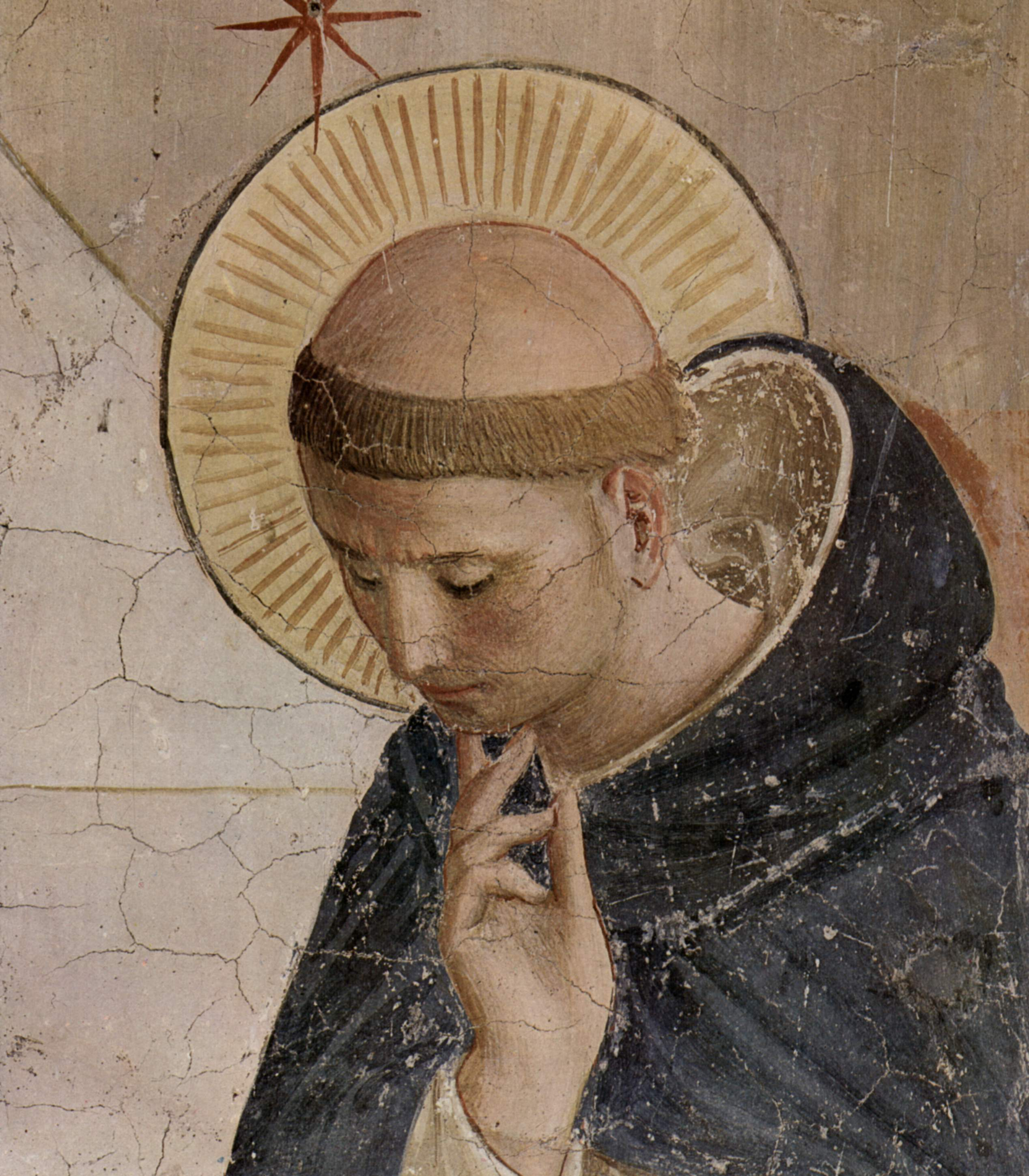
Dominicus Guzman

Fausto Appetente Die (Latijn voor de gelukzalige dag nadert) was een encycliek, uitgevaardigd door paus Benedictus XV op 29 juni 1921, waarin het leven van de heilige Dominicus Guzman centraal stond. In 1921 was het 700 jaar geleden, dat de stichter van de orde van Dominicanen was overleden.
Met de woorden van Benedictus’ voorganger, paus Honorius III die bij de oprichting van de orde de Dominicanen omschreef als de “toekomstige kampioenen van het geloof”, prees de paus de wijze waarop Dominicus invulling had gegeven aan het uitdragen van het geloof. Zo had Dominicus zich er niet van weerhouden weerstand te bieden aan ketterse stromingen en was hij door zijn prediking erin geslaagd afvalligen terug te brengen naar de moederkerk.
Mede door de discipline binnen de orde maar vooral ook door de grote belangstelling voor het vergaren van kennis maakte het, dat in navolging van Dominicus verschillende grote namen waren voortgekomen waaronder Thomas van Aquino. De bescherming van de rechten van de Heilige Stoel, zoals Dominicus ten overstaan van paus Innocentius III had gezworen te handhaven, hadden ertoe geleid dat de Derde Orde van de Dominicanen een heilige militia hadden gevormd. In die context verwees Benedictus ook naar Catharina van Siena, de heilige die de paus in Avignon had overgehaald terug te keren naar Rome om zo een einde te maken aan de Babylonische ballingschap der pausen, maar zich ook opwierp om gelovigen op te roepen trouw te blijven aan de kerk in Rome, nadat binnen de kerk een schisma was ontstaan.
Uit de orde waren verschillende pausen voorgekomen, waarbij Benedictus XV bijzondere aandacht schonk aan paus Pius V, die erin geslaagd was Europese vorsten te verenigen waardoor de Turkse Vloot bij Lepanto verslagen kon worden.
Door de toewijding aan de Maagd Maria, iets wat voortkwam uit de legende dat Dominicus Guzman uit handen van Maria de rozenkrans ontvangen had, riep de paus op dat de Dominicanen gelovigen moesten aansporen tot het bidden van de rozenkrans om zo tegenstand te bieden aan moderne dwalingen en aan de aversie die er bestond inzake het geloof. Verder riep hij de Dominicanen op om in navolging van hun stichter hun toewijding aan het geloof uit te dragen.